# Odontomyia albigenata
Odontomyia albigenata är en tvåvingeart som först beskrevs av Lindner 1935.  Odontomyia albigenata ingår i släktet Odontomyia och familjen vapenflugor.
Artens utbredningsområde är Sudan. Inga underarter finns listade i Catalogue of Life.